# Pausonova–Khandova reakce

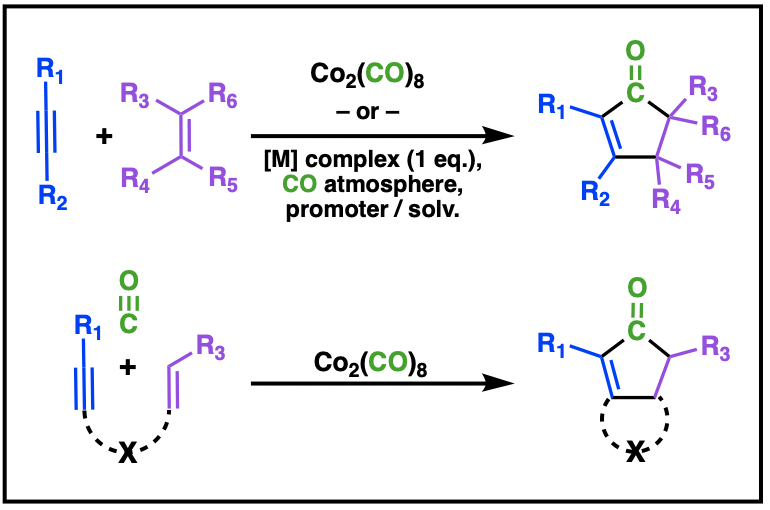
Schéma Pausonovy–Khandovy reakce

Pausonova–Khandova reakce je [2+2+1] cykloadiční reakce alkynu, alkenu a oxidu uhelnatého za vzniku α,β-cyklopentenonu.
Reakci objevili Ihsan Ullah Khand a Peter Ludwig Pauson v roce 1970. První takové reakce byly mezimolekulární, ale 10 let po objevu začaly být nalézány i vnitromolekulární.
Při reakci se původně používala stechiometrická množství oktakarbonylu dikobaltu, ale později byly nalezeny varianty vykazující lepší reaktivitu a vyšší výtěžnosti, Tyto obměny využívají chirální pomocníky k dosažení stereoindukce, přechodné kovy (Ti, Mo, W, Fe, Co, Ni, Ru, Rh, Ir a Pd) a různé příměsi.

## Mechanismus

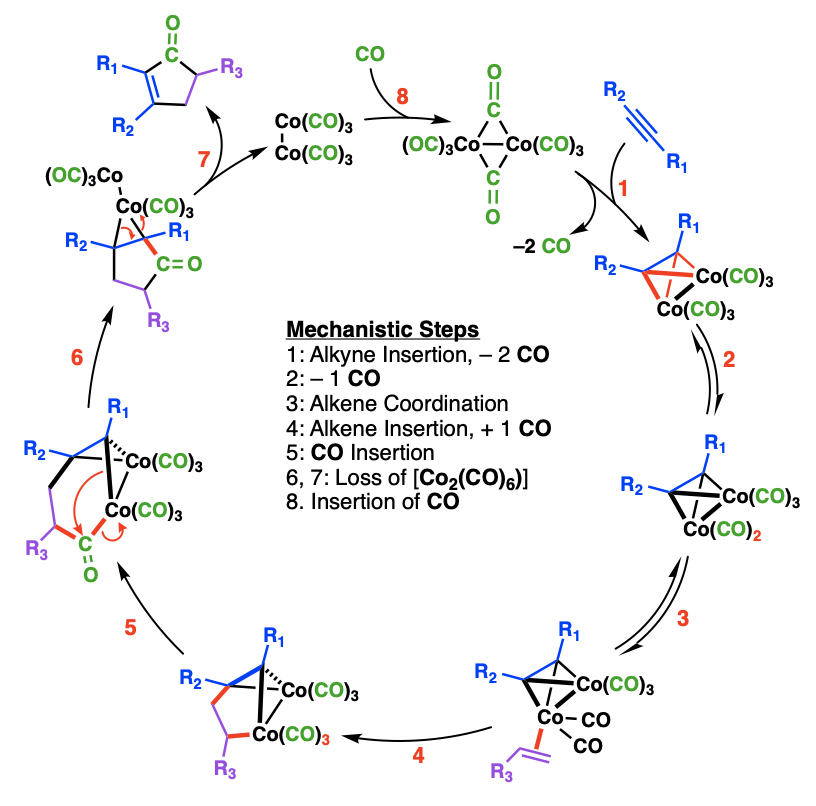
1:Koordinace alkenu, inserce a odštěpení ligandu za tvorby 18elektronového komplexu;
2:Odštěpení ligandu a vytvoření 16elektronového meziproduktu;
3:Koordinace alkenu a vznik 18elektronového komplexu;
4:Inserce alkenu a navázání ligandu, komplex je stále 18elektronový;
5:Inserce CO;
6, 7:Redukční eliminace kovu a oddělení [Co_{2}(CO)_{6}];
8:Navázání CO za obnovy aktivního organokovového komplexu

Mechanismus není popsán zcela, ovšem pro jedno- i dvoujaderné katalyzátoy je široce příjmán ten, který navrhl Philip Magnus v roce 1985, jež je i v souladu s výsledky výpočetní studie z roku 2001.
Na začátku se vytvoří hexakarbonylacetylenový komplex dikobaltu. Navázáním alkenu vznikne metalacyklopentanový komplex. Poté se CO naváže na vazbu kov-uhlík. Redukční eliminace vede k cyklopentenonu. Krokem určujícím rychlost je obvykle odštěpení oxidu uhelnatého z organokovového meziproduktu.

1:Koordinace alkenu, inserce a odštěpení ligandu za tvorby 18elektronového komplexu;
2:Odštěpení ligandu a vytvoření 16elektronového meziproduktu;
3:Koordinace alkenu a vznik 18elektronového komplexu;
4:Inserce alkenu a navázání ligandu, komplex je stále 18elektronový;
5:Inserce CO;
6, 7:Redukční eliminace kovu a oddělení [Co2(CO)6];
8:Navázání CO za obnovy aktivního organokovového komplexu

## Selektivita

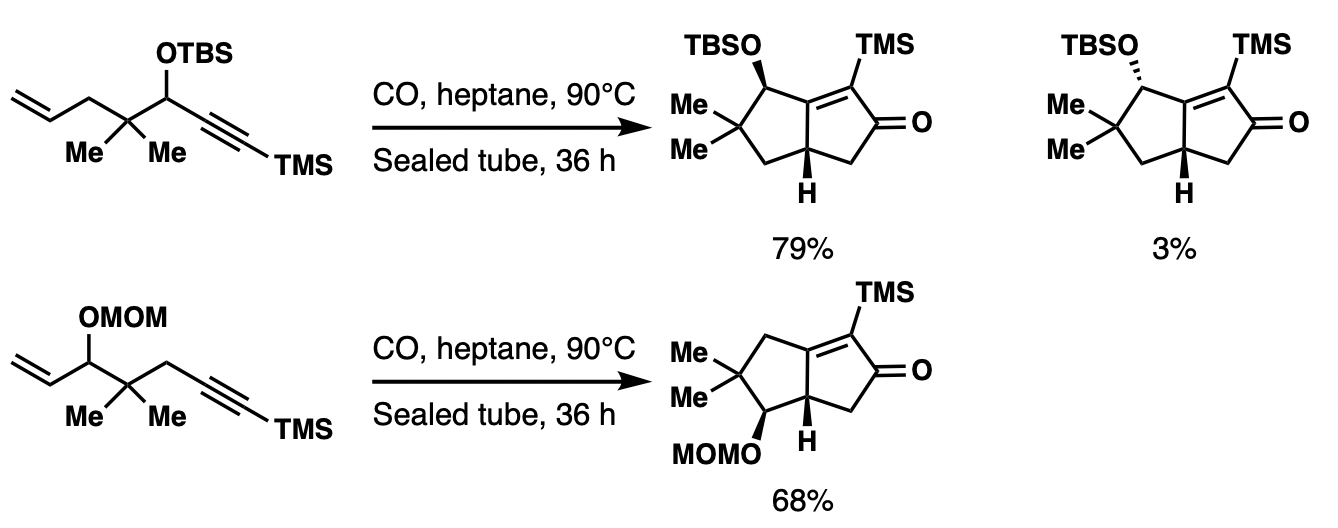

Pausonovy–Khandovy reakce využívající nesymetrické alkeny či alkyny nemívají výraznou regioselektivitu; o něco lépe jsou na tom vnitromolekulární varianty.

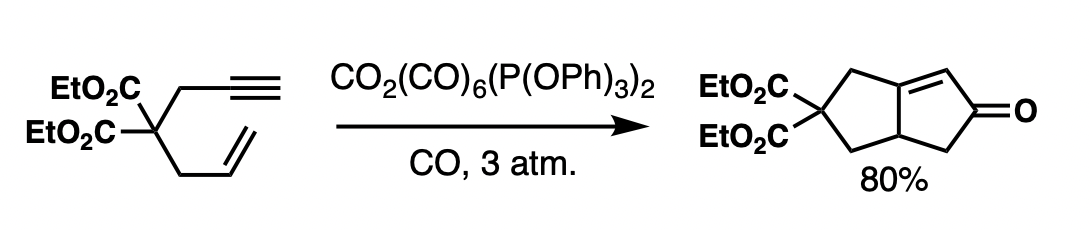

Reakci lze provést jak u koncových, tak i u vnitřních alkynů, i když v případě vnitřních bývají výtěžky nižší. Reaktivity alkenů klesají podle této řady: {\displaystyle {\text{stíněné cyklické alkeny}}>{\text{koncové alkeny}}>{\text{disubstituované alkeny}}>{\text{trisubstituované alkeny}}}. Pro reakci nejsou vhodné tetrasubstituované alkeny a alkeny obsahující skupiny vyznačující se silným odtahováním elektronů.

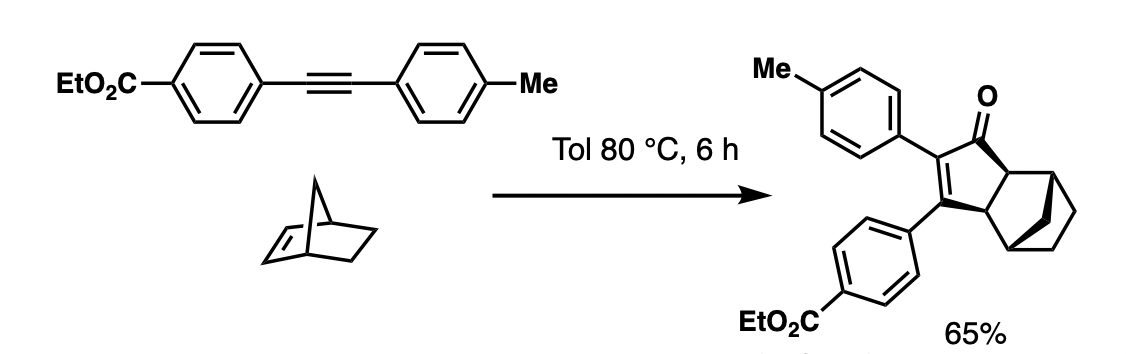

Monosubstituované alkeny reagují v závislosti na sterických vlastnostech použitého alkynu. V mezimolekulárních reakcích stericky mohutnější skupiny na alkynech upřednostňují navazování na C2, zatímco ty, které odtahují elektrony, způsobují převažující navazování na C3.
Monosubstituované alkeny většinou vykazují podobné reaktivity na C4 a C5, výjimkami jsou případy, kdy je na C2 navázána stericky mohutná skupina nebo je na alkenu chelatující heteroatom.

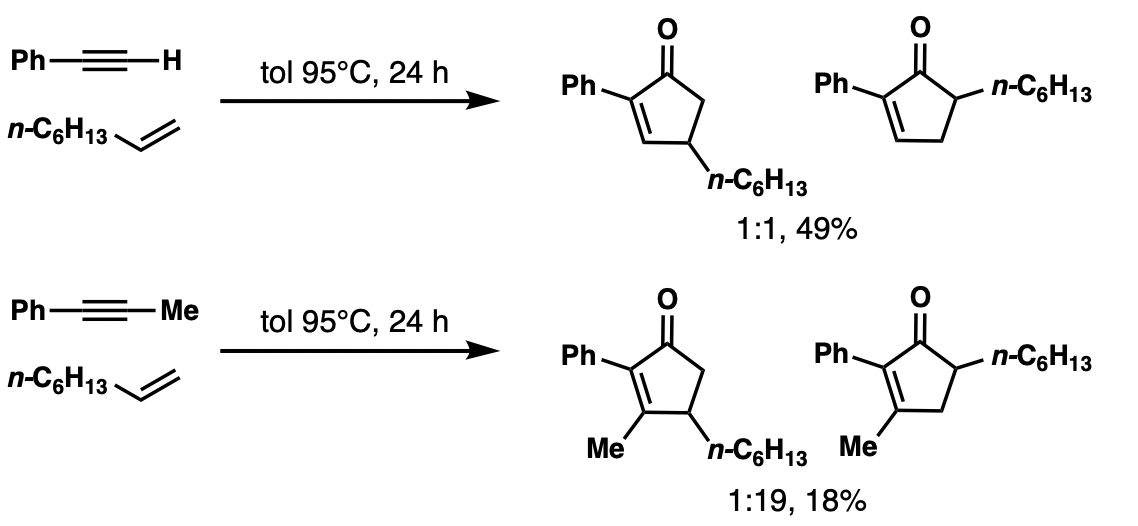

Vnitromolekulární Pausonovy-Khandovy reakce byly mnohokrát využity v totálních syntézách, jelikož jsou vhodné na vytváření bicyklických (konkrétně 5,5- a 6,5-spojených), a dalších polycyklických struktur. V blízkosti vodíků navázaných na můstky a substituentů na cyklopentanových kruzích bývají vysoce syn-selektivní.

## Katalýza
Pausonovy-Khandovy reakce lze provést katalyticky. Stephen L. Buchwald při nich použil jako katalyzátory komplexy titanu a niklu. Eiči Negiši zjistil, že podobně mohou být použity též sloučeniny zirkonia. Využít se dají i jiné kovy.

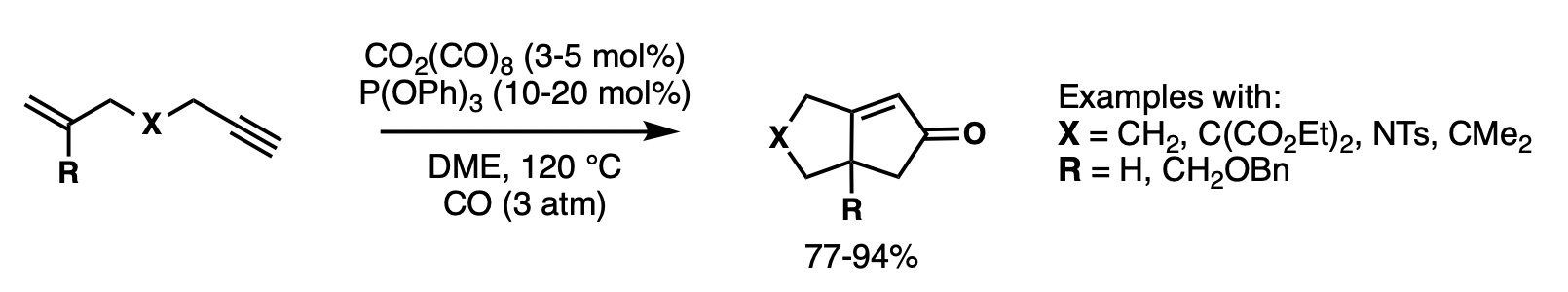

Běžné složky katalyzátorů, jako jsou fosfinové ligandy, mohou způsobit přílišnou stabilitu komplexů kobaltu, použitelné jsou ovšem objemné fosfity. Tyto reakce lze provést i enantioselektivně, a to za použití chirálních ligandů, jako je BINAP, nebo chirálních pomocníků.

## Úpravy
Pausonovy–Khandovy reakce se obvykle uskutečňují za vysokých tlaků a teplot v aromatických uhlovodících (benzenu, toluenu) nebo etherátových rozpouštědlech (tetrahydrofuran, 1,2-dichlorethan). I za těchto podmínek je navíc mnohdy potřeba přidávat do reakční směsi další látky. Ke zmírnění reakčních podmínek bylo vyvinuto několik postupů, které umožňují využití dalších funkčních skupin, nevhodných pro původní variantu reakce, vykazují vyšší výtěžky, probíhají rychleji, a často se dá lépe ovládat jejich stereochemie.
K těmto postupům patří adsorpce a přidání amin-N-oxidů nebo Lewisových zásad.

### Adsorpce
Adsorbování kovových komplexů na oxidu křemičitém nebo hlinitém může urychlit dekarbonylační výměnu ligandů.
Toto urychlení je vyvolané tím, že se donor nachází na pevném povrchu; ze stejného důvodu je zde také omezena tvorba různých konformací.

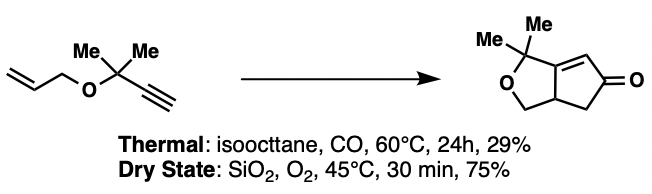

### Aminoxidy a hydráty

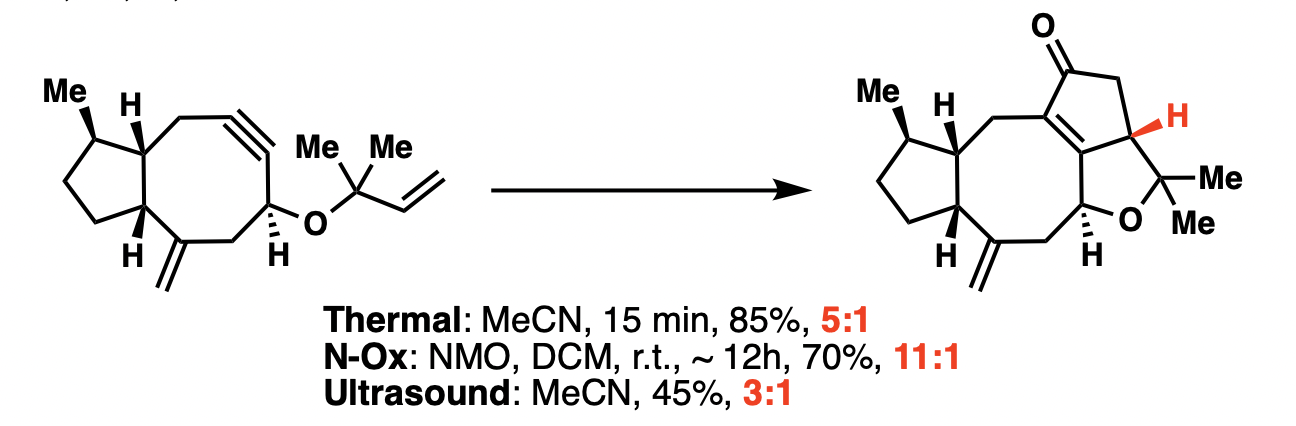

Dvěma nejpoužívanějšími aminoxidy jsou N-methylmorfolin-N-oxid (NMO) a trimethylamin-N-oxid (TMANO). Tyto látky odštěpují CO ligandy nukleofilními ataky N-oxidových skupin na CO, který oxidují na CO2, a následnou tvorbou nenasycených organokovových komplexů. Tímto způsobují, že první krok mechanismu je nevratný, což umožňuje jeho průběh za mírnějších podmínek.
Použity byly i hydráty výše uvedených aminoxidů.

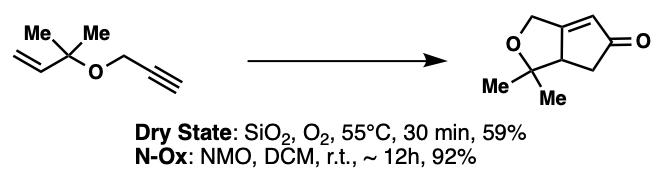

Amin-N-oxid byl použit i při totální syntéze epoxydiktymenu.
I když měla reakce s použitím N-oxidu nižší výtěžnost, tak vytvářela požadovaný diastereomer (na následujícím obrázku s červeným vodíkem) v poměru 11:1 oproti druhému; ostatní postupy, využívající například zvýšení teploty nebo ultrazvuk, byly méně účinné.

### Lewisovy zásady
Nejčastějšími Lewisovými zásadami jsou sloučeniny síry, jako například n-BuSMe. Lewisovy zásady pravděpodobně urychlují dekarbonylační výměnu ligandů; podle práce z roku 2005 ale reakci usnadňují tím, že způsobují nevratnost navazování alkenu. Tyto sloučeniny se špatně skladují a zapáchají, a tak byly vyvinuty postupy využívající jiné Lewisovy zásady, jako je n-dodecyl-methylsulfid (DodSMe). Další takto použitelnou sloučeninou je tetramethylthiomočovina.
Lze také použít chirální N-oxidy, ty vyvolávají enantiomerní indukci.

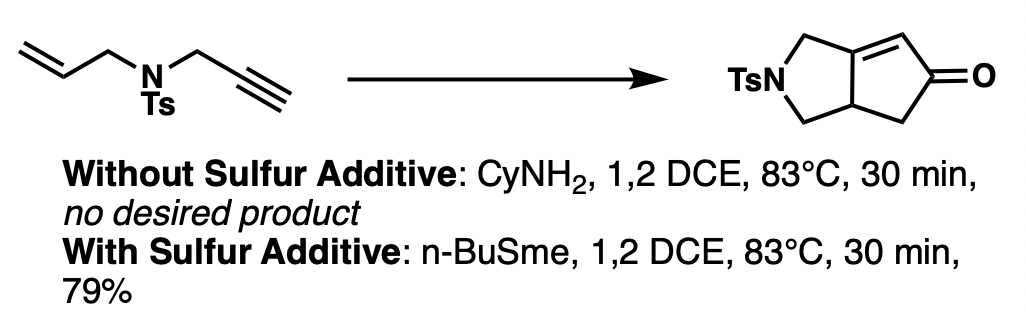

### Reakce bez použití plynů
Bylo popsáno několik Pausonových–Khandových reakcí bez použití toxického oxidu uhelnatého, kde byla karbonylová struktura cyklopentenonu vytvářena pomocí aldehydů, karboxylových kyselin a formiátů.
Jako katalyzátory byly při těchto reakcích použity komplexy rhodia, podobně jako u dekarbonylací. Dekarbonylace a Pausonovy–Khandovy reakce probíhaly v jediné nádobě.

### Stabilní komplexy kobaltu
Původní Pausonovy–Khandovy reakce využívají kobalt v nízkých oxidačních číslech, příslušné komplexy jsou ale obvykle nestálé, takže byly provedeny pokusy o nalezení jejich stálejších obdob. Jednou z nich je acetylacetonát kobaltitý (Co(acac)2), který po vystavení tetrahydridoboritanu sodnému (NaBH4) vytvoří aktivní katalyzátor.

### Vícejaderné kobaltové katalyzátory

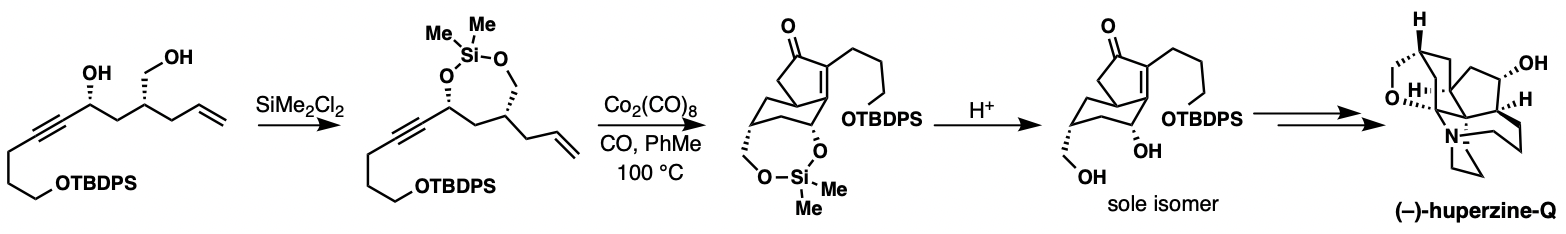

Byly použity i vícejaderné kobaltové katalyzátory, jako jsou dodekakarbonyl tetrakobaltu (Co4(CO)12) a Co3(CO)9(μ3-CH), tyto se ale lehce oligomerizují a často vyžadují tvrdší podmínky.
Vnitromolekulární Pausonovy–Khandovy reakce lze použít na cyklizaci enynů obsahujících terc-butyldifenylsilylové chránicí skupiny na primárních hydroxylech. Takto byl proveden jeden z kroků asymetrické totální syntézy alkaloidu huperzinu-Q. Tvorby potřebné konformace se dosáhlo díky navázání cyklické siloxanové skupiny na substrát – vznikal tak jediný enantiomer.

### Ostatní
Také Wilkinsonův katalyzátor, sloučenina obsahující rhodium, může dobře katalyzovat Pausonovy-Khandovy reakce. Vyžaduje ale přítomnost trifluormethansulfonátu stříbrného jako kokatalyzátoru.
Hexakarbonyl molybdenu lze použít jako zdroj oxidu uhelnatého v reakcích allenů s alkyny a dimethylsulfoxidem v toluenu.
Do těchto reakcí lze zapojit většinu allenů. Katalyzátory mohou být založené i na molybdenu, i když u rhodia se dosahuje lepší regioselektivity. Studie s využitím teorie funkcionálu hustoty ukázala, že rozdílná selektivita je způsobena rozdílnými geometriemi přechodných stavů těchto reakcí.
Při totální syntéze fysostigminu byla použita Pausonova-Khandova reakce karbodiimidu.

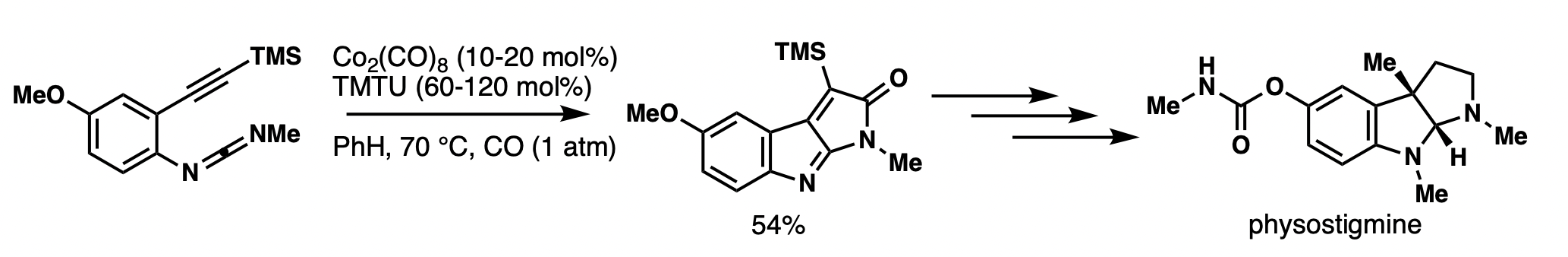

Také cyklobutadien, obvykle připravovaný z trikarbonylu (cyklobutadien)železa reakcí s dusičnanem amonno-ceričitým, lze [2+2+1] cykloadovat.
K novějším variantám Pausonovy-Khandovy reakce patří využití chlordikarbonylu rhodného, [(CO)2RhCl]2, v přípravě (+)-forbolu. Reakce je vnitromolekulární cyklizací a vytváří se při ní jak pětičlenný α,β-cyklopentenonový kruh, tak i sedmičlenný kruh.